# 美しき諍い女
『美しき諍い女』（うつくしきいさかいめ、La Belle Noiseuse）は、ジャック・リヴェット監督による1991年のフランス映画。フランスの小説家オノレ・ド・バルザックの短編小説『知られざる傑作』を脚色した作品である。リヴェットが別撮りのフィルムでテレビ用にシーンを変更した125分の別バージョン『美しき諍い女ディヴェルティメント』は、1993年に劇場公開する。
実際の画家ベルナール・デュフールのカンバスへのタッチを、編集せずに長回しで撮影して、フレンホーフェルの創造活動が復活するさまを描く。
1991年のカンヌ国際映画祭で審査員特別グランプリを受賞する。

## あらすじ
高名だが世捨て人の画家フレンホーフェルは、もともとモデルだった妻とプロヴァンスの片田舎にある古城で静かに暮らしている。一人の若い画家が恋人マリアンヌを連れて彼の許を訪れると、フレンホーフェルはマリアンヌをモデルにする事で、自分が長い間打ち捨てていた作品『美しき諍い女』の製作を再開する気になる。

## キャスト
- フレンホーフェル：ミシェル・ピコリ
- リズ：ジェーン・バーキン
- マリアンヌ：エマニュエル・ベアール
- ジュリエンヌ：マリアンヌ・ドニクール
- ニコラ：ダヴィッド・バースタイン
- ポルビュス：ジル・アルボナ
- マガリ：マリー・ベリュック
- フランソワーズ：マリー＝クロード・ロジェ